# Gheorghe Emacu
Gheorghe Emacu (n. 13 octombrie 1958, Valea Lupului, Iași, România) este un deputat român, ales în 2012 din partea UNPR.